# Kailasagiri
Kailasagiri es una ciudad censal situada en el distrito de Vellore en el estado de Tamil Nadu (India). Su población es de 9421 habitantes (2011). Se encuentra a 52 km de Vellore y a 88 km de Tiruvannamalai.

## Demografía
Según el censo de 2011 la población de Kailasagiri era de 9421  habitantes, de los cuales 4674 eran hombres y 4748 eran mujeres. Kailasagiri tiene una tasa media de alfabetización del 79%, inferior a la media estatal del 80,09%: la alfabetización masculina es del 84,05%, y la alfabetización femenina del 74,07%.